# Jorge Carrascal
Jorge Andrés Carrascal Guardo (Cartagena de Indias, 25 de mayo de 1998) es un futbolista colombiano. Juega como mediocampista ofensivo en el C. R. Flamengo del Campeonato Brasileño de Serie A. Es Internacional absoluto con la selección de Colombia.

## Carrera en clubes

### Millonarios
Llegó a Millonarios en el año 2014 proveniente de la selección juvenil de Bolívar donde fue observado por el director técnico de las inferiores, Neys Nieto.
Debutó como profesional, con tan solo 16 años de edad el domingo 9 de noviembre de 2014 en el partido que Millonarios perdió 0-1 contra Deportes Tolima en el Estadio El Campín de Bogotá en cumplimiento de la decimoctava fecha de la Torneo Finalización 2014. El técnico argentino Ricardo Lunari le dio la oportunidad de debutar reemplazando a Luis Mosquera al minuto 82 del partido.
Jugaría nuevamente el 7 de noviembre de 2015 en la penúltima fecha del Finalización 2015 en la derrota 2-0 contra Independiente Medellín.
El 6 de marzo de 2016 jugó los últimos minutos en la derrota 0-2 ante Fortaleza CEIF.
El 9 de marzo de 2016 debutó como titular en la Copa Colombia en la victoria de Millonarios por 2 a 1 frente a Bogotá F. C.; fue reemplazado por Santiago Mosquera en el minuto 75.
Durante su estadía en el club embajador fue convocado recurrentemente a la Selección juvenil de Colombia por el director técnico Chamo Serna.

### Sevilla Atlético
El 25 de mayo de 2016 fue confirmado como nuevo jugador del Sevilla Atlético para la Segunda División B de España por un contrato de cinco temporadas. Su debut se daría el 2 de septiembre por la tercera fecha de la Liga jugando 28 minutos en el empate a un gol frente a UCAM Murcia. Por una lesión fue lo único que jugó en toda la temporada.En el verano de 2017 fue cedido al FK Karpaty con una opción de compra que el club ucraniano ejerció.
Sólo disputó un partido con el club andaluz, debido a una grave lesión en el menisco derecho en septiembre.

### Karpaty Lviv
El 12 de julio fue presentado como nuevo jugador del Karpaty Lviv de la Liga Premier de Ucrania cedido por un año. Debutó el 23 de julio en la derrota como locales 1-3 contra Vorskla Poltava, partido en el que jugó los últimos 33 minutos. En su segundo partido marcó su primer gol como profesional en la dura derrota 1 a 6 ante Veres Rivne.
El 27 de junio de 2018 fue fichado por dos millones de euros, quedando vinculado al club ucraniano hasta 2022.
Allí marcó seis goles y tres asistencias en 38 partidos.

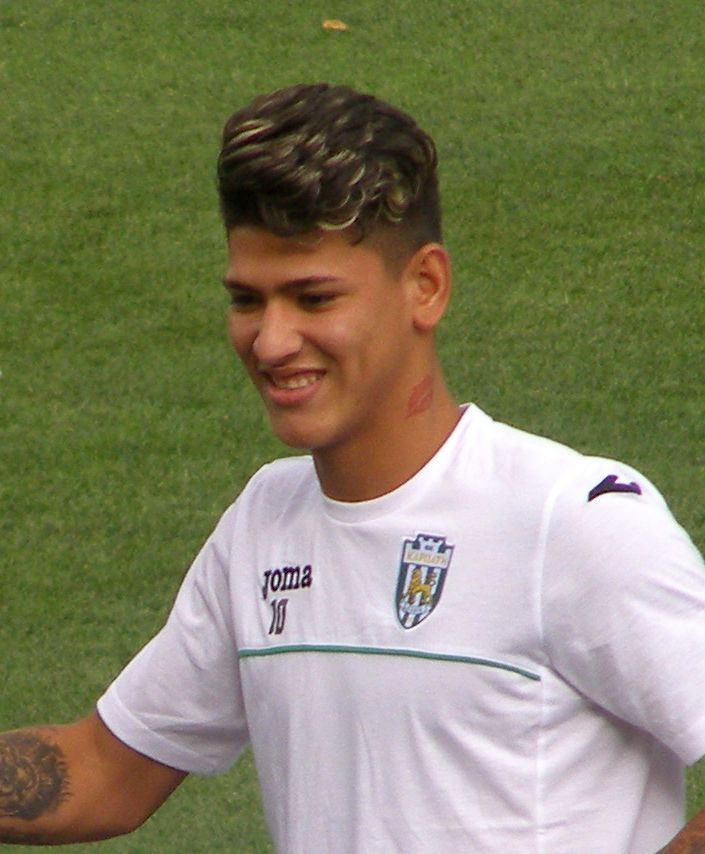
Carrascal con el F. K. Karpaty Lviv

### River Plate
El 30 de enero de 2019 fue confirmado como nuevo jugador de River Plate, club al que fue cedido por 12 meses con una opción de compra de 3 millones de euros. El 17 de marzo debutó de manera oficial al ingresar en el minuto 80; participó en el tercer gol Lucas Pratto en la goleada 3 por 0 sobre CA Independiente.
El 27 de julio por la primera fecha de la temporada 2019-20 debuta con gol para darle el empate al millonario en su visita a Argentinos Juniors recibiendo una asistencia de su compatriota Rafael Borré. El 30 de julio juega su primer partido de titular en la Copa Libertadores 2019 jugando todo el partido del empate a cero goles frente al Cruzeiro en Brasil clasificando a cuartos de final por los penales, al final sería unos de los más importantes del compromiso. Vuelve a marcar el 28 de septiembre en la victoria 2 por 0 como visitantes ante Gimnasia y Esgrima de la Plata.
El 11 de marzo de 2020 marcó su tercer gol en goleada 8-0 sobre Binacional.
Luego de la pausa por la pandemia, marcó su cuarto gol en la última fecha de la fase de grupos ante LDU.
Con el club argentino en 2019, el mediocampista ganó la Recopa Sudamericana, la Copa Argentina, la Supercopa Argentina y el Campeonato Argentino 2021. La temporada pasada brilló con el equipo, consolidándose como titular y disputando 44 partidos, anotando tres goles y dando tres asistencias. En total, disputó 81 partidos con los Millonarios, anotando nueve goles y asistiendo a sus compañeros en seis ocasiones.

### CSKA Moscú
El 18 de febrero de 2022 se hizo oficial el préstamo de Carrascal al CSKA Moscú hasta final de temporada con una opción de compra obligada si disputaba la mitad de los partidos del equipo en el torneo local. El 26 de febrero de 2022, en un partido contra el Spartak de Moscú, debutó en la Liga Premier de Rusia. El 20 de marzo de 2022, marcó su primer gol con el CSKA contra el FC Rubin Kazán (6:1). 
En el mes de mayo, y tras haber cumplido con la cláusula requerida, el club ruso compró la mitad del pase a River en 3.900.000 dólares y el mediocampista firmó un contrato hasta el año 2026.
En junio de 2023, Carrascal se consagró campeón de la Copa de Rusia 2022-23 tras vencer en la final a Krasnodar en la definición por penales tras un empate 1-1. El jugador colombiano ingresó a los 73 minutos del partido y convirtió su penal en la serie definitoria.
Permaneció en el equipo durante una temporada y media. Jugó 45 partidos, marcando siete goles y dando una asistencia, y ganó la Copa de Rusia 2022-23.

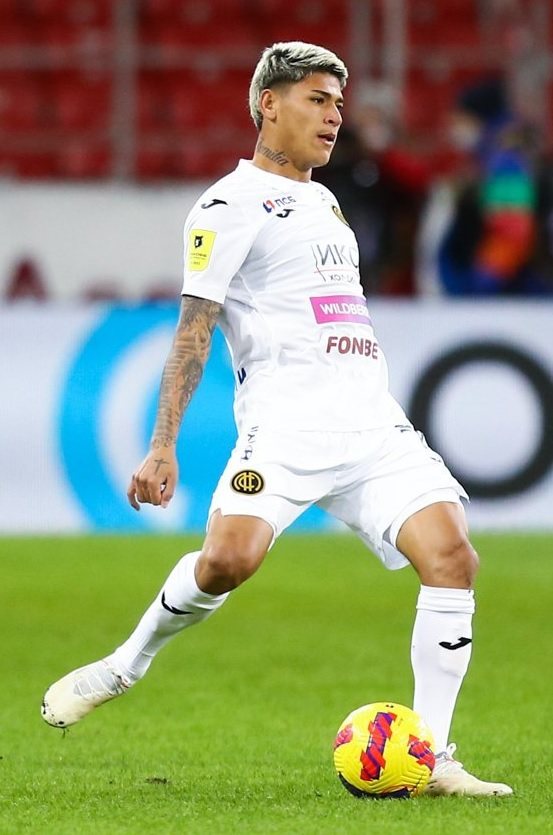
Jorge Carrascal com o PFC CSKA Moscou em uma partida contra o FC Spartak

### Dinamo Moscú
El 27 de agosto de 2023, Carrascal fue trasferido al Dinamo Moscú firmando un contrato hasta 2027. Firmó a cambio de 3,5 millones de euros. El recibió el dorsal número 8. El 29 de agosto de 2023, Jorge Carrascal debutó con el Dinamo. El Spartak de Moscú derrotó al Dinamo con una contundente victoria en la Copa de Rusia. Los rojinegros marcaron sus primeros cuatro goles en los primeros 24 minutos del partido. El 17 de abril de 2024, Jorge Carrascal marcó su primer gol con la camiseta blanquiazul en el partido entre el FC Oremburgo y el FC Dinamo de Moscú correspondiente a la Fase 1 de las semifinales de la Ruta Regional de la Copa de Rusia 2023-24. Los equipos dirigidos por Marcel Lička se impusieron por 2-4 en el Estadio Gazovik.
En la temporada 2024/25, Carrascal vivió su mejor momento desde que llegó a Europa. Jugó 35 partidos en el fútbol ruso la temporada pasada, anotando ocho goles y proporcionando tres asistencias. Durante ese período, el colombiano jugó 64 partidos con el Dinamo en todos los torneos y tuvo 21 participaciones en goles (9 goles y 12 asistencias).

### Flamengo
El 2 de agosto de 2025, Flamengo anunció el fichaje de Jorge Carrascal, quien anteriormente jugó en el Dinamo de Moscú de Rusia. Firmó un contrato de cuatro años con Flamengo. Vestirá la camiseta número 15. El club carioca pagará al Dinamo de Moscú un importe fijo de 12 millones de euros, sin bonificaciones de ningún tipo. Jorge Carrascal debutó con el Flamengo en 13 de agosto de 2025, contra el Internacional, en un partido válido por los octavos de final de la Copa Libertadores. Entró en el campo en lugar de Gonzalo Plata en el minuto 28 del segundo tiempo. Contando la prórroga, el jugador jugó 23 minutos en el Maracaná.

## Selección nacional

### Categorías inferiores
Carrascal jugó el Campeonato Sudamericano Sub-17 de 2015 en Paraguay. En cinco partidos marcó un gol, el 23 de marzo en el empate 1-1 frente Argentina.
Volvió a ser convocado el 5 de septiembre de 2019 para jugar encuentros amistosos ante Brasil y Argentina, pensando en el Preolímpico Sub-23 de 2020. El 10 de octubre del mismo año es nuevamente convocado, pero esta vez como capitán para los amistosos frente a Perú.
Es convocado por Arturo Reyes al Preolímpico Sub-23 de 2020. Debuta el 18 de enero marcando el gol de la derrota 1-2 contra Argentina, el 27 es la figura del partido en la goleada 4-0 sobre Ecuador al marcar y dar dos asistencias, en el tercer partido consecutivo marca uno de los goles en la remontada 2 por 1 sobre Venezuela.

#### Participaciones en Torneos Juveniles
| Campeonato                    | Sede                       | Resultado                  | PJ | GA | Asis |
| ----------------------------- | -------------------------- | -------------------------- | -- | -- | ---- |
| Sudamericano Sub-17 2015      | Paraguay                   | Fase final (6.º lugar)     | 5  | 1  | N/A  |
| Preolímpico Sudamericano 2020 | Colombia                   | Cuarto puesto              | 7  | 3  | 2    |
| Total en Torneos Juveniles    | Total en Torneos Juveniles | Total en Torneos Juveniles | 12 | 4  | 2    |

### Selección absoluta
El 15 de septiembre de 2022 sería convocado por primera vez a la Selección Colombia. Esto con miras a los amistosos internacionales de dicho mes. El 24 de septiembre debutó dando una asistencia en la victoria 4-1 sobre Guatemala, ingresó por James Rodríguez. Su primer gol lo marcó en el empate 2-2 frente a Corea del Sur por un amistoso.

#### Participaciones enEliminatorias al Mundial
| Eliminatoria                               | Sede del Mundial                | Posición      | Resultado  | PJ | GA | Asis |
| ------------------------------------------ | ------------------------------- | ------------- | ---------- | -- | -- | ---- |
| Eliminatorias Mundial de Norteamérica 2026 | Estados Unidos, México y Canadá | 6°lugar 22pts | En disputa | 7  | 0  | 0    |

#### Participaciones enCopas América
| Torneo            | Sede           | Resultado  | PJ | GA | Asis |
| ----------------- | -------------- | ---------- | -- | -- | ---- |
| Copa América 2024 | Estados Unidos | Subcampeón | 3  | 0  | 0    |

#### Goles internacionales
| # | Fecha               | Lugar                                               | Rival          | Gol   | Resultado | Competición |
| - | ------------------- | --------------------------------------------------- | -------------- | ----- | --------- | ----------- |
| 1 | 24 de marzo de 2023 | Estadio de Fútbol Ulsan Munsu, Ulsan, Corea del Sur | Corea del Sur  | 2 - 2 | 2 - 2     | Amistoso    |
| 2 | 8 de junio de 2024  | Commanders Field, Landover, Estados Unidos          | Estados Unidos | 1 - 4 | 1 - 5     | Amistoso    |

## Estadísticas

### Clubes
| Club | Div.          | Temporada     | Liga  | Liga  | Liga   | Copas nacionales(1) | Copas nacionales(1) | Copas nacionales(1) | Torneos internacionales(2) | Torneos internacionales(2) | Torneos internacionales(2) | Total | Total | Total  |
| Club | Div.          | Temporada     | Part. | Goles | Asist. | Part.               | Goles               | Asist.              | Part.                      | Goles                      | Asist.                     | Part. | Goles | Asist. |
| --- | ------------- | ------------- | ----- | ----- | ------ | ------------------- | ------------------- | ------------------- | -------------------------- | -------------------------- | -------------------------- | ----- | ----- | ------ |
| Millonarios · Colombia | 1.ª           | 2014          | 1     | 0     | 0      | —                   | —                   | —                   | —                          | —                          | —                          | 1     | 0     | 0      |
| Millonarios · Colombia | 1.ª           | 2015          | 1     | 0     | 0      | —                   | —                   | —                   | —                          | —                          | —                          | 1     | 0     | 0      |
| Millonarios · Colombia | 1.ª           | 2016          | 1     | 0     | 0      | 4                   | 0                   | 0                   | —                          | —                          | —                          | 5     | 0     | 0      |
| Millonarios · Colombia | Total club    | Total club    | 3     | 0     | 0      | 4                   | 0                   | 0                   | —                          | —                          | —                          | 7     | 0     | 0      |
| Sevilla Atlético · España | 2.ª           | 2016-17       | 1     | 0     | 0      | —                   | —                   | —                   | —                          | —                          | —                          | 1     | 0     | 0      |
| Sevilla Atlético · España | Total club    | Total club    | 1     | 0     | 0      | 0                   | 0                   | 0                   | —                          | —                          | —                          | 1     | 0     | 0      |
| Karpaty Lviv · Ucrania | 1.ª           | 2017-18       | 23    | 6     | 4      | —                   | —                   | —                   | —                          | —                          | —                          | 23    | 6     | 4      |
| Karpaty Lviv · Ucrania | 1.ª           | 2018-19       | 16    | 0     | 1      | 2                   | 0                   | 0                   | —                          | —                          | —                          | 18    | 0     | 1      |
| Karpaty Lviv · Ucrania | Total club    | Total club    | 39    | 6     | 5      | 2                   | 0                   | 0                   | —                          | —                          | —                          | 41    | 6     | 5      |
| River Plate Argentina | 1.ª           | 2018-19       | 2     | 0     | 0      | —                   | —                   | —                   | 1                          | 0                          | 0                          | 3     | 0     | 0      |
| River Plate Argentina | 1.ª           | 2019-20       | 8     | 2     | 0      | 2                   | 0                   | 0                   | 7                          | 2                          | 1                          | 17    | 4     | 1      |
| River Plate Argentina | 1.ª           | 2020          | —     | —     | —      | 10                  | 0                   | 2                   | 5                          | 1                          | 0                          | 15    | 1     | 2      |
| River Plate Argentina | 1.ª           | 2021          | 21    | 3     | 3      | 16                  | 1                   | 0                   | 9                          | 0                          | 0                          | 46    | 4     | 3      |
| River Plate Argentina | Total club    | Total club    | 31    | 5     | 3      | 28                  | 1                   | 2                   | 22                         | 3                          | 1                          | 81    | 9     | 6      |
| CSKA Moscú · Rusia | 1.ª           | 2021-22       | 11    | 1     | 1      | 2                   | 0                   | 0                   | —                          | —                          | —                          | 13    | 1     | 1      |
| CSKA Moscú · Rusia | 1.ª           | 2022-23       | 26    | 6     | 5      | 8                   | 0                   | 1                   | —                          | —                          | —                          | 34    | 6     | 6      |
| CSKA Moscú · Rusia | Total club    | Total club    | 37    | 7     | 6      | 10                  | 0                   | 1                   | 0                          | 0                          | 0                          | 47    | 7     | 7      |
| Dinamo Moscú · Rusia | 1.ª           | 2023-24       | 23    | 0     | 5      | 6                   | 1                   | 2                   | —                          | —                          | —                          | 29    | 1     | 7      |
| Dinamo Moscú · Rusia | 1.ª           | 2024-25       | 26    | 5     | 3      | 8                   | 1                   | 2                   | —                          | —                          | —                          | 34    | 6     | 5      |
| Dinamo Moscú · Rusia | Total club    | Total club    | 49    | 5     | 8      | 14                  | 2                   | 4                   | 0                          | 0                          | 0                          | 63    | 7     | 12     |
| Flamengo · Brasil | 1.ª           | 2025          | 0     | 0     | 0      | 0                   | 0                   | 0                   | 0                          | 0                          | 0                          | 0     | 0     | 0      |
| Flamengo · Brasil | Total club    | Total club    | 0     | 0     | 0      | 0                   | 0                   | 0                   | 0                          | 0                          | 0                          | 0     | 0     | 0      |
| Total carrera | Total carrera | Total carrera | 160   | 23    | 22     | 58                  | 3                   | 7                   | 22                         | 3                          | 1                          | 240   | 29    | 30     |
| (1) Las copas nacionales se refieren a la Copa Colombia, Copa de Ucrania, Copa Argentina, Copa Diego Armando Maradona y la Copa de Rusia. (2) Las copas internacionales se refieren a la Copa Libertadores y Liga Europa. (3) Media de goles por encuentro. No incluye goles en partidos amistosos. |               |               |       |       |        |                     |                     |                     |                            |                            |                            |       |       |        |

### Selección
| Selección | Año   | Amistosos | Amistosos | Amistosos | Copa América | Copa América | Copa América | Copa Mundial | Copa Mundial | Copa Mundial | Eliminatorias | Eliminatorias | Eliminatorias | Total | Total | Total |
| Selección | Año   | Part.     | Goles     | Asis.     | Part.        | Goles        | Asis.        | Part.        | Goles        | Asis.        | Part.         | Goles         | Asis.         | Part. | Goles | Asis. |
| --------- | ----- | --------- | --------- | --------- | ------------ | ------------ | ------------ | ------------ | ------------ | ------------ | ------------- | ------------- | ------------- | ----- | ----- | ----- |
| Sub-17    | 2015  | —         | —         | —         | —            | —            | —            | —            | —            | —            | 5             | 1             | 0             | 5     | 1     | 0     |
| Sub-17    | Total | —         | —         | —         | —            | —            | —            | —            | —            | —            | 5             | 1             | 0             | 5     | 1     | 0     |
| Sub-23    | 2019  | 5         | 0         | 0         | —            | —            | —            | —            | —            | —            | —             | —             | —             | 5     | 0     | 0     |
| Sub-23    | 2020  | 1         | 0         | 0         | —            | —            | —            | —            | —            | —            | 7             | 3             | 2             | 8     | 3     | 2     |
| Sub-23    | Total | 6         | 0         | 0         | —            | —            | —            | —            | —            | —            | 7             | 3             | 2             | 13    | 3     | 2     |
| Absoluta  | 2022  | 3         | 0         | 2         | —            | —            | —            | —            | —            | —            | —             | —             | —             | 3     | 0     | 2     |
| Absoluta  | 2023  | 3         | 1         | 0         | —            | —            | —            | —            | —            | —            | 5             | 0             | 0             | 8     | 1     | 0     |
| Absoluta  | 2024  | 3         | 1         | 0         | 3            | 0            | 0            | —            | —            | —            | 1             | 0             | 0             | 7     | 1     | 0     |
| Absoluta  | 2025  | —         | —         | —         | —            | —            | —            | —            | —            | —            | 2             | 0             | 0             | 2     | 0     | 0     |
| Absoluta  | Total | 9         | 2         | 2         | 3            | 0            | 0            | —            | —            | —            | 8             | 0             | 0             | 20    | 2     | 2     |
| Total     | Total | 15        | 2         | 2         | 3            | 0            | 0            | 0            | 0            | 0            | 20            | 4             | 2             | 38    | 6     | 4     |

## Palmarés

### Campeonatos nacionales
| Título                        | Club                | País      | Año  |
| ----------------------------- | ------------------- | --------- | ---- |
| Copa Argentina                | C. A. River Plate   | Argentina | 2019 |
| Supercopa Argentina           | C. A. River Plate   | Argentina | 2019 |
| Primera División de Argentina | C. A. River Plate   | Argentina | 2021 |
| Trofeo de Campeones           | C. A. River Plate   | Argentina | 2021 |
| Copa de Rusia                 | P. F. C. CSKA Moscú | Rusia     | 2023 |

### Campeonatos internacionales
| Título              | Club              | Sede         | Año  |
| ------------------- | ----------------- | ------------ | ---- |
| Recopa Sudamericana | C. A. River Plate | Buenos Aires | 2019 |